# أولاد بنعثمان الشماليين (بني بو حدون الشماليين)
أولاد بنعثمان الشماليين هو دُوَّار يقع بجماعة رأس عصفور، إقليم جرادة، جهة الشرق في المملكة المغربية. ينتمي الدوّار لمشيخة بني بو حدون الشماليين التي تضم 5 دواوير. يقدر عدد سكانه بـ 120 نسمة حسب الإحصاء الرسمي للسكان والسكنى لسنة 2004.

## روابط خارجية
- البوابة الوطنية للجماعات الترابية
- المندوبية السامية للتخطيط